# Leiaster
Leiaster is een geslacht van zeesterren uit de familie Ophidiasteridae.				

## Soorten
- Leiaster coriaceus Peters, 1852
- Leiaster glaber Peters, 1852
- Leiaster leachi (Gray, 1840)
- Leiaster speciosus von Martens, 1866
- Leiaster teres (Verrill, 1871)